# Kraemeriidae
Kraemeriidae (Lansvissen) zijn een familie van straalvinnige vissen uit de orde van Baarsachtigen (Perciformes).

## Geslachten
- Gobitrichinotus Fowler, 1943
- Kraemeria Steindachner, 1906